# الکساندر هوشتین
الکساندر هوشتین (به بلاروسی: Аляксандр Гуштын؛ زادهٔ ۱۶ اوت ۱۹۹۳) یک کشتی‌گیر آزادکار اهل کشور بلاروس است.
از افتخارات وی می‌توان به کسب مدال برنز بازی‌های اروپایی اشاره کرد. وی سابقه حضور در المپیک ۲۰۲۰ توکیو را دارد.